# Pompiac
Pompiac (gaskognisch gleichlautend) ist eine französische Gemeinde mit 207 Einwohnern (Stand: 1. Januar 2022) im Département Gers in der Region Okzitanien. Sie gehört zum Kanton Val de Save und zum Arrondissement Auch. 

## Lage
Pompiac liegt etwa 40 Kilometer westsüdwestlich von Toulouse. Umgeben wird Pompiac von den Nachbargemeinden Endoufielle im Norden, Seysses-Savès im Osten, Nizas im Süden, Samatan im Südwesten, Labastide-Savès im Westen sowie Cazaux-Savès im Nordwesten.

## Bevölkerungsentwicklung
| Jahr                       | 1962 | 1968 | 1975 | 1982 | 1990 | 1999 | 2006 | 2011 | 2016 |
| -------------------------- | ---- | ---- | ---- | ---- | ---- | ---- | ---- | ---- | ---- |
| Einwohner                  | 150  | 139  | 135  | 126  | 146  | 144  | 165  | 180  | 188  |
| Quellen: Cassini und INSEE |      |      |      |      |      |      |      |      |      |

## Sehenswürdigkeiten
- Kirche Saint-Pardulphe